# St. Ursula (Hohenfurch)

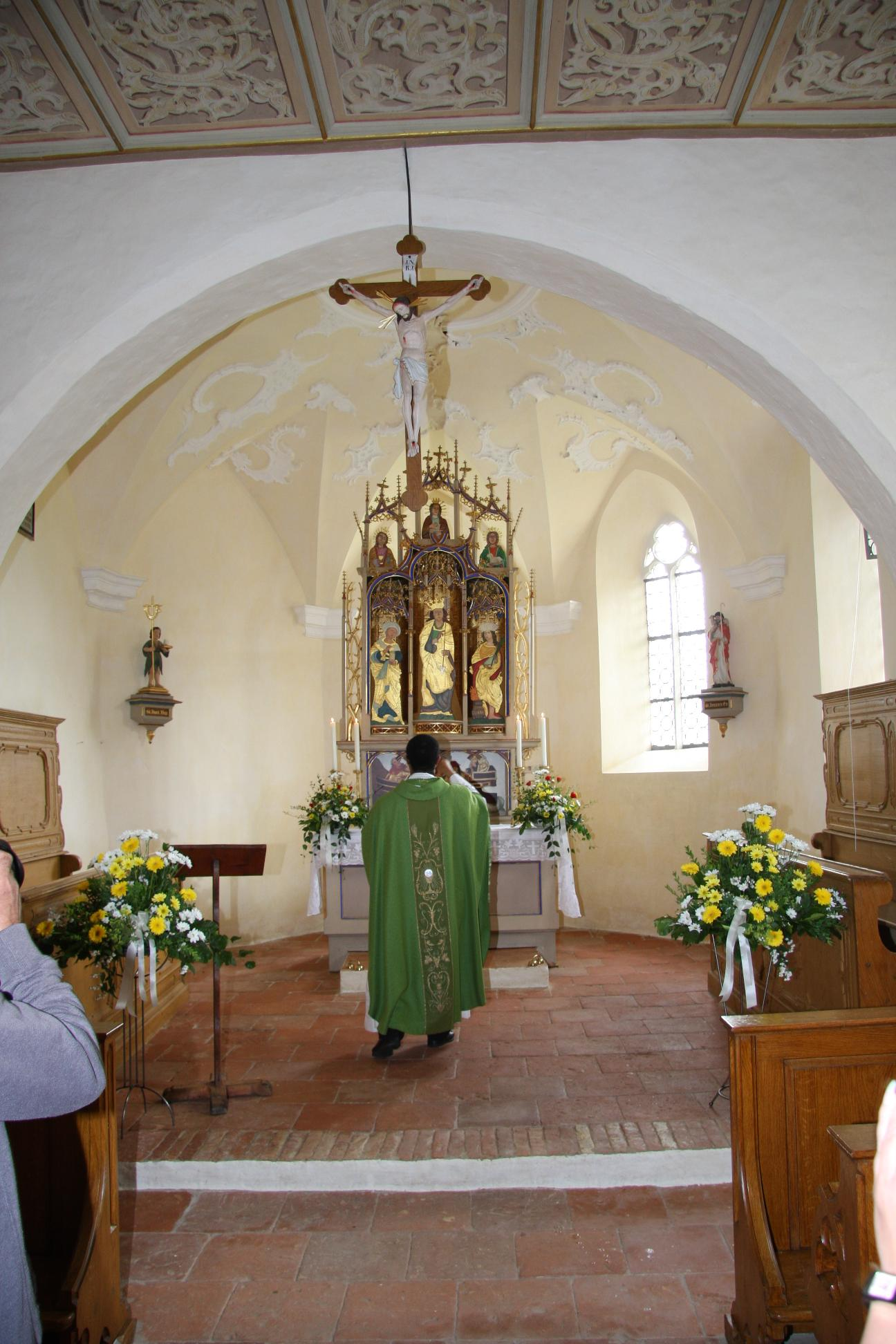
Segnung der neu renovierten Kapelle am 21. Juni 2009

Die Kapelle St. Ursula wurde nach derzeitigen Erkenntnissen 1520 erbaut. Sie steht auf einem Hügel südlich von Hohenfurch im oberbayerischen Landkreis Weilheim-Schongau.
Die Kapelle ist der heiligen Ursula, der Schutzpatronin der Flößer, geweiht. Die Hohenfurcher Flößer dankten hier im Gebet für die gute Heimkehr von den Holztransporten, die über den Lech und die Donau bis ins Schwarze Meer führten.

## Baugeschichte
Zur Bauzeit bestand die Kapelle nur aus dem heutigen Hauptraum. Zwei Glockenauslässe an der Ostseite (heute nur noch im Dachboden zu sehen) zeugen davon, dass der Chorraum erst später angebaut wurde. Im Barock wurde eine Empore eingebaut und die Fassung verändert, und im Chorraum wurden gotische Elemente entfernt und barocker Stuck angebracht. Auch das Vorzeichen war nicht immer vorhanden.
In den 1970er Jahren wurde das marode Dach im Rahmen einer Arbeitsbeschaffungsmaßnahme erneuert. Die alten Ziegel aus Mönch und Nonne wurden durch Mönch-Nonnen-Platten ersetzt. Aufgrund der unflexibleren Verlegeart der Platten konnte der Absatz an der Chorseite nicht mehr ausgebildet werden. In der Renovierung 2007 wurden wieder einzelne Ziegel aus Mönch und Nonne verwendet und der Absatz wiederhergestellt. Bei dieser Außenrenovierung wurde auch die Farbgestaltung nach alten Befunden angepasst.

## Figuren und Altar
Auf dem Altar der Kapelle standen ehemals die Figuren der heiligen Ursula, der heiligen Maria Magdalena mit dem Salbentopf und des heiligen Vitus. Ebenso enthielt der Altar die Brustfiguren der heiligen Elisabeth, der heiligen Agnes und der heiligen Barbara. Mit Ausnahme der heiligen Magdalena wurden alle Figuren in den 70er Jahren gestohlen worden. Ebenso wurden die beiden Altarflügel abgerissen und entwendet. Die Predella war seitdem in einem Museum untergebracht. Nach der Renovierung der Kapelle (2006–2009) wurde die Predella wieder in die Kapelle gebracht, die kunsthistorisch wertvolle Schnitzerei des Ursula-Schiffes verblieb jedoch im Museum und wurde als Foto in der Kapelle nachgebildet. Im Jahr 2011 wurden die Figuren des Altars neu geschnitzt sowie die Altarflügel nach alten Vorlagen wiederhergestellt und erstrahlen nun in neuem Glanz. Die Segnung der neuen Innenausstattung fand am 23. Oktober 2011 statt.
Am 5. Juni 2010 konnten die beiden Reliefs aus den entwendeten Altarflügeln in einem Kölner Auktionshaus noch vor einer Versteigerung sichergestellt werden und wurden der Gemeinde Hohenfurch als ehemaliger Eigentümerin kostenfrei wieder zurückgegeben. Auch sie befinden sich derzeit im Stadtmuseum Schongau.

## Förderverein
1998 wurde für die Renovierung der Kapelle ein Förderverein mit dem Namen „Verein Freunde der St. Ursula-Kapelle Hohenfurch e. V.“ gegründet. Seit der Gründung sammelte der Verein mehr als 107.000 Euro (Stand 10.2011) mit Hilfe von Spenden und des alle drei Jahre stattfindenden Weihnachtsmarkts. Die Mitgliederversammlung hat 2010 festgelegt, dass der Förderverein trotz Vollendung der Bauarbeiten weiterbestehen soll, um die Kapelle in einem guten Zustand zu erhalten und vor allem mit Gottesdiensten und musikalischen Veranstaltungen zu beleben.

## Führungen
Führungen werden nur nach Vereinbarung durchgeführt. Hierzu ist die Gemeindeverwaltung Hohenfurch zu kontaktieren. Außerdem ist die Kapelle in der Regel am Tag des offenen Denkmals geöffnet. Ein Text zu den Führungen ist unter den Einzelnachweisen zu finden.